# Roberto Farinacci

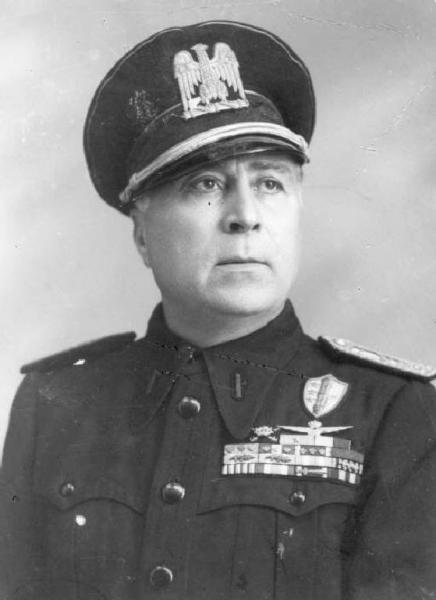
Roberto Farinacci en tenue fasciste.

Roberto Farinacci (Isernia, 16 octobre 1892 – Vimercate, 28 avril 1945) est un homme politique et journaliste italien. Il a été secrétaire du Parti national fasciste. Parmi les fascistes, Farinacci était connu pour être particulièrement anticlérical, xénophobe et antisémite. En 1938, il devint ministre et appliqua les mesures antisémites de ségrégation raciale déclarées par Mussolini. Il est condamné à mort et exécuté par la résistance italienne.

## La jeunesse
Fils d'un commissaire de la sécurité publique, sa famille s'installe au nord à Tortona dans le Piémont puis à Crémone. À 17 ans, il quitte l'école pour entrer dans les chemins de fer à Crémone où il reste pendant 12 années.
En 1915 il est initié en franc-maçonnerie dans la loge Quinto Curzio de Crémone, du Grand Orient d'Italie son initiation a causé une petite scission au sein de la loge. Expulsé, il adhère à la Grande Loge d'Italie.
Il s'initie très jeune à la politique et il s'occupe de la réorganisation du syndicat paysan socialiste. Entre-temps il collabore au Il Popolo d'Italia de Benito Mussolini. Après la Première Guerre mondiale, à laquelle il participe comme volontaire, il abandonne le groupe socialiste de Leonida Bissolati pour se rapprocher du mouvement fasciste. Cette même année 1919, il crée avec Benito Mussolini et d'autres fidèles les Faisceaux italiens de combat (Fasci Italiani di Combattimento).
Par la suite, il réussit à obtenir en peu de temps le niveau du baccalauréat et avec l'aide du professeur Alessandro Groppali, il reçoit un diplôme en droit avec une thèse dont on pense qu'elle fut copiée. D'autres fonds indiquent que le diplôme a été donné à titre honorifique, et probablement extorqué avec l'aide des violences des squadristes.

## L'ascension dans le parti
En 1921 il est élu à la chambre des députés et il œuvre avec Achille Starace pour une grande campagne de propagande dans le Trentin-Haut-Adige. En 1922, il crée le journal Cremona Nuova. En 1929, le journal prend le nom « Le Régime fasciste » (Il Regime Fascista).
Farinacci, connu comme le ras de Crémone, organise le parti dans les zones rurales de la plaine du Pô, et devient le représentant de la ligne extrémiste et brutale associée aux mouvements agraires du Nord de l'Italie, encourageant la violence du squadrismo au point d'être, à plusieurs reprises, désavouée par Mussolini, en raison des excès politiquement inopportuns qui endommagent l'image du parti.
En août 1922, il est envoyé à Parme pour contrer les Arditi del Popolo, mais,devant son échec, Mussolini le remplace par Italo Balbo.

## Matraque, huile de ricin et plus encore
Parallèlement et de manière analogue, Dino Grandi devient une figure montante en Romagne et il est déjà une figure du squadrismo dans la région : les deux personnages se seraient vite retrouvés en concurrence pour la suprématie de la ligne violente du mouvement d'abord puis du parti ensuite. C'est pour cela que Grandi entreprend un travail sur lui-même et il devient un fin diplomate ainsi qu'un gestionnaire de la politique extérieure italienne, Farinacci préfère se dédier à l'hégémonie et à la gestion de cette vaste composante ; certains ont émis l'hypothèse que le changement de démarche de Grandi est le résultat d'un accord entre les deux personnages éventuellement soutenu par le Duce (Grandi s'était, depuis peu, définitivement rallié, lui reconnaissant le commandement en chef du mouvement).
Le squadrisme, du reste, s'associe bien au caractère sanguin de Farinacci, et c'est pour cette raison qu'il se distingue toujours plus au sein du parti, étant associé, aussi bien chez les fascistes que chez les opposants comme le principal fournisseur de matraques et d'huile de ricin qui marquèrent la répression de ces temps.
Les violences squadristes que Farinacci promeut désormais ouvertement, associent son nom à l'homicide de Giacomo Matteotti en 1924, l'Italie était alors en proie aux violences entre fascistes et antifascistes.

## Les avantages du délit Matteotti
Il ne manque pas de conjectures concernant la participation de Farinacci dans l'assassinat de Matteotti et il est soupçonné d'une implication directe et opérationnelle dans la séquestration et dans l'élimination du parlementaire socialiste (il fut aussi le défenseur d'Amerigo Dumini, un des inculpés du procès), les conséquences politiques le concerneront de très près. Après l'avoir rencontré, Mussolini revendique la responsabilité politique de l'homicide en expliquant lors de son fameux discours à la chambre de députés la reconnaissance du squadrismo, et admettant ouvertement que le fascisme considère et ne nie plus que ses violences politiques font partie des moyens d'action du parti.
Beaucoup conviennent qu'une telle reconnaissance du squadrisme favorise l'instauration de la dictature, et donc que la situation de crise ouverte avec ce délit se résout à l'avantage du parti, il n'est pas facile de dire si ce délit visait expressément ce dénouement. Farinacci est rémunéré comme secrétaire du Parti national fasciste (poste qu'il occupe en 1925-1926), et avec l'admission de fait au groupe des politiques les plus importants.
Ceci n'assainit pas l'opposition entre Farinacci et Mussolini, qu'il reconnaît comme chef, qu'il estime et aime mais qui lui reproche même publiquement et non seulement par propagande d'être excessivement libéral et mou, lui proposant constamment des propositions plus décisives chaque fois que le Président du Conseil lui parait peu incisif.

## Beaucoup d'ennemis, beaucoup d'ennuis
Après sa démission du poste de secrétaire du PNF, renoncement apprécié par Mussolini, les rapports avec les autres dignitaires se détériorent en particulier avec l'influent Federzoni ; il a également des désaccords avec Italo Balbo et Giuseppe Bottai, s'aliénant la possibilité de recueillir des soutiens pour ces relations toujours plus difficiles avec le sommet de l'État.
Dans ses lettres il lui arrive d'offenser et aussi de menacer directement le Duce. Le Duce, cependant, pour ne pas prendre de risques, répond par des rimes. Il réussit même à provoquer le blocage pendant plusieurs mois du travail diplomatique que le régime mène avec l'Église catholique pour l'élaboration du concordat qui a été signé en 1929.
Devant consolider le régime et dans l'objectif d'agrandir le consensus national, Mussolini organise une épuration interne des composants squadristes décimant le pouvoir représentatif de Farinacci. Celui-ci essaie de s'opposer à la manœuvre en contestant la création de la Milice volontaire pour la sécurité nationale (MVSN), dans laquelle ses squadristi devaient se joindre et incitant les néo-dirigeants à démissionner. Mussolini lui envoie le quadrumviro Emilio De Bono qui, un mandat d'arrêt en main, sut être très persuasif.
Le « ras » retourne au barreau construisant l'image d'un grand du fascisme et se dédiant à son petit champ de politique de province. Dans ce rôle, il assure la popularité du parti à la grande satisfaction de Rome et son journal Il Regime Fascista, diffusé uniquement en Italie septentrionale, arrive à dépasser le Popolo d'Italia.
Mais tous ne partagent pas l'enthousiasme du Palazzo Venezia : le journal suit une ligne indépendante toujours orientée vers des solutions drastiques et énergiques là où Mussolini évolue avec diplomatie et prudence, constituant une foule d'oppositions internes au parti unique.

## Le fasciste non aligné
La position contestataire de Farinacci est tellement importante que même la police, lors de l'attentat contre Mussolini à Bologne, veut vérifier s'il n'y a pas d'implication des fascistes de Farinacci et lorsque quelques personnes interrogées le nomment, l'intervention personnelle de Mussolini le sauve des mesures de sûreté préventive.
Pour le régime, l'évocation du « scandale Belloni » (1928) ne plaît pas : Ernesto Belloni (it), maire de Milan, est désigné comme le principal acteur de malversations d'ordre privé et public. Le secrétaire fédéral du PNF Mario Giampaoli, qui mène une vie de luxe et de dépenses dans les jeux de hasard, a construit un réseau de rapports « privilégiés » avec les industriels et les affairistes jusqu'à obtenir une commission sur un prêt colossal de la commune de Milan (à peu près 30 millions de dollars des années 1920).
Le scandale explose après un mémoire écrit par Carlo Maria Maggi, précédent secrétaire fédéral de Milan et protégé de Farinacci, qui est publié dans le journal de Crémone. Cela provoque un certain énervement chez Mussolini, qui suivait la situation attentivement, conscient de la mauvaise image que cela donne au nouvel État fasciste.
Giampaoli a commissionné, pour toute riposte, l'homicide de Farinacci, pour un montant de 2 000 lires ; Farinacci ne tarde pas à trouver des documents qui prouvent la manœuvre et avec ceux-ci il se présente personnellement au Duce. La publication avait éveillé l'attention de la magistrature qui ouvre en septembre 1930 un procès public. Mussolini avait destitué Giampaoli avant le procès et éloigné Maggi.
Pour de nombreuses années, les portes de la politique se ferment pour Farinacci et son journal est régulièrement l'objet de censure, de séquestrations et d'avertissements. Il eut la chance de n'avoir pas à subir de désagrément quand il s'attaqua à Arnaldo Mussolini, frère du Duce, insinuant sans preuve qu'il avait obtenu des financements occultes du Popolo d'Italia.

## Le retour en politique
Avec la guerre d'Éthiopie, « le sauvage Farinacci » part volontairement dans la milice dans les bombardiers de Galeazzo Ciano. Dans cette unité, il retrouve Achille Starace pour lequel il professe désormais un mépris absolu. Il obtient le grade de général et perd la main droite alors qu'il pêche avec des grenades dans un lac africain, mais il la fait passer pour une blessure au combat et obtient une rente donnée au profit d'une œuvre de bienfaisance. cela lui vaut le sobriquet de « la main droite de Mussolini ».

## Antisémitisme
Au cours de la guerre d'Espagne, où il a eu une confrontation directe avec les Allemands et l'idéologie national-socialiste, il a adhéré en partie à des théories racistes à tel point qu'il est entré en contact avec Giovanni Preziosi et son magazine La vita italiana à son retour en Italie avec lequel, bientôt, avec l'article « Mariage d'amour », il officialise une union avec Il regime fascista. Farinacci a noté que les combats soutenus par les deux feuillets avaient toujours été les mêmes et que, dans ses intentions, le journal de Preziosi serait devenu un magazine exclusivement destiné à l'analyse politique et destiné à un petit nombre de lecteurs. Des positions antisémites étaient déjà apparues dans « Il regime fascista » à partir de 1934, pour la première fois dans un important journal national. L'arrestation, le 11 mars 1934, de quelques Juifs italiens qui rentraient d'Italie en Suisse avec « des imprimés et des pamphlets antifascistes » a provoqué à partir du 30 mars une campagne de presse dure qui présentait tous les Juifs comme des éléments « non nationaux ».
L'événement a créé une rupture entre citoyens juifs italiens, dont certains, comme le président de la communauté milanaise, ont pris position contre les personnes arrêtées, réitérant leur loyauté envers l'Italie. Dans les années suivantes en Italie, la controverse anti-juive a diminué pour revenir sporadiquement à partir du 12 septembre 1936 lorsqu'un éditeur anonyme du journal de Farinacci a adopté les théories antisémites de Joseph Goebbels exposées au congrès nazi de Nuremberg dans lequel il indiquait trois cents représentants de l'Union soviétique d'origine juive.
Même en politique, ses propos regagnent une certaine écoute, et quand les Allemands commencent à laisser filtrer des désirs belliqueux, Farinacci joue un rôle certainement influent mais qui laisse des interprétations très différentes chez les observateurs. En 1938, Il regime fascista recommence une intense campagne antisémite reprit et Farinacci prit lui-même position contre la situation politique à Trieste, une ville où les citoyens juifs étaient nombreux et occupaient souvent des postes de pouvoir.
Il Piccolo de Trieste, dirigé par le journaliste Rino Alessi, a défendu les Juifs en affirmant que la ville représentait un cas particulier dans lequel ils avaient toujours occupé des postes prestigieux. L'adhésion de Farinacci aux théories raciales allemandes n'est pas totale. Il se crée des amitiés avec certains dirigeants du nazisme, comme Joseph Goebbels, se rapprochant de certaines positions de la dictature allemande qui dans sa vision est maintenue plus « pure », sans décadence bourgeoise. Peu après, il rencontre Adolf Hitler devant lequel il aurait exprimé ses doutes. L'introduction des lois raciales fascistes en 1938 fut suivie avec intérêt par Il regime fascista et, en novembre de la même année, à l'Institut culturel fasciste de Milan, Farinacci prit part à une conférence sur les relations entre l'Église catholique et les Juifs détenus avec l'archevêque Schuster. Le haut prélat, traitant de la tradition catholique et faisant référence à l'apôtre Paul, avait insisté sur le fait que tous les peuples descendants du même Dieu auraient dû se reconnaître comme frères. Farinacci, inspiré par les paroles de l'archevêque, affirma que c'étaient précisément les Juifs qui voulaient se soustraire à la fraternité commune et les définissaient donc comme une race « indéniable et inassimilable ».
Au cours des mois suivants, Farinacci adopta une attitude hautement polémique envers les hiérarchies ecclésiastiques, invoquant l'antisémitisme historique de l'Église pour souligner le fait que la politique fasciste ne faisait que continuer dans la même tradition et surtout avertir l'Église de ne pas s'immiscer dans les questions politiques en relation avec l'approche progressive du parti fasciste envers l'Allemagne hitlérienne.
Pour certains, Mussolini aurait décidé de profiter de cette ouverture de Farinacci pour lui confier, avec l'accord de l'intéressé, le rôle insoutenable et impopulaire de l'introduction des lois raciales, qui suivent de peu la signature du Pacte d'acier[évasif]. De fait, Mussolini ironise sur le fait que Farinacci qui se présente comme le meneur du mouvement antisémite au sein du fascisme emploie une secrétaire juive, Jole Foà, ce qui est significatif selon lui du manque de sérieux des Italiens.

## La guerre
Farinacci soutient de manière convaincue la nécessité d'entrer en guerre, et quand, en 1939, l'Italie hésite, repoussant sa décision, il prend des positions tellement excessives qu'on le musèle par la séquestration de son journal, des contrôles policiers et de nombreux rappels à l'ordre de la part du commissariat de police. Après l'intervention italienne dans la guerre, Farinacci se voue au contrôle des traitres potentiels, à la chasse aux agents doubles et des espions, il établit des dizaines de rapports sur les gens qu'il suspecte.
En 1941 Farinacci est envoyé en Albanie, où certaines informations sur le personnel et sur l'organisation de l'armée sont interceptées et censurées avant qu'elles occasionnent des dommages. Sur Pietro Badoglio, et surtout sur ses défauts, il communique des informations d'une grande exactitude qui furent la raison principale de sa démission.
Informé avec un mois d'avance de la fronde qui se préparait pour le Conseil du 25 juin 1943, il met Mussolini au courant, lequel ne donne pas suite. Le 25 juillet 1943, au cours de la réunion du Grand Conseil du fascisme, il s'oppose à l'ordre du jour Grandi et présente sa propre motion refusant de remettre le commandement des forces armées au roi et de faire une « union de commandement avec les Allemands »,. La victoire à une large majorité de la motion Grandi rend inopérante l'option de Farinacci qui confirme sa fidélité à Mussolini. Le même soir, ayant appris l'arrestation de Mussolini, il se réfugie à l'ambassade allemande et le jour suivant se rend à Munich.
Il rentre en Italie et perd le contrôle de son journal transformé en feuillet de propagande allemande. Il vit en marge de la République sociale italienne, échappant au procès de Vérone grâce à l'intervention personnelle de Mussolini. Il est également protégé dans ce procès par les Allemands qui voyaient en lui un allié à toute épreuve, contrairement à son chef.
Farinacci est exécuté par les partisans à Vimercate le 28 avril 1945, le jour même de l'exécution de Benito Mussolini ; il est condamné à l'issue d'un procès sommaire au cours duquel il se défendit avec acharnement en avocat et polémiste expérimenté. Mis face à un mur, il est fusillé après avoir vainement demandé à être exécuté de face et à commander lui-même le peloton.

## Publications
- Il processo Matteotti alle Assise di Chieti. L'arringa di Roberto Farinacci, Cremona, Cremona nuova, 1926.
- Un periodo aureo del partito nazionale fascista, Foligno, Campitelli, 1927.
- Redenzione. Episodio cremonese della rivoluzione fascista. Dramma in 3 atti, Cremona, Cremona nuova, 1927; 1932.
- Andante mosso. 1924-25, Milano, A. Mondadori, 1929.
- Da Vittorio Veneto a Piazza San Sepolcro, Milano, A. Mondadori, 1933.
- Squadrismo. Dal mio diario della vigilia. 1919-1922, Roma, Ardita, 1933.
- In difesa dell'Ing. Bruno Venturi. Capitano Aldo Carraresi. Arringa pronunciata il 23 giugno 1934 dinanzi al Tribunale di Napoli, Cremona, Cremona Nuova, 1934.
- Storia della rivoluzione fascista, 3 voll., Cremona, Cremona nuova, 1937.
- La beffa del destino. Dramma in tre atti, Cremona, Cremona nuova, 1937.
- In difesa del dott. Riccardo Gamberini. Resoconto stenografico. Tribunale di Roma, 12 gennaio 1937, Cremona, Cremona nuova, 1937.
- Contro Ida Stucchi e Prof. Carlo Girola, Cremona, Cremona nuova, 1938.
- La Chiesa e gli Ebrei. Conferenza d'inaugurazione tenuta all'Istituto di cultura fascista di Milano il 7 novembre 1938, Cremona, Cremona nuova, 1938.
- In difesa del Gr. Uff. Dott. Giovanni Misco, con Paolo Paternostro, Palermo, IRES, 1939.
- Italia e Francia. Discorso tenuto da Roberto Farinacci al teatro Petruzzelli di Bari il 14 aprile 1939-XVII, Roma, Europa, 1939.
- Realtà storiche, Cremona, Cremona nuova, 1939.
- Costanzo Ciano, Bologna, Cappelli, 1940.
- Storia del Fascismo, Cremona, Cremona nuova, 1940.
- Donne d'Italia. Caterina da Siena, Cremona, Cremona nuova, 1940.
- Diario 1943, Milano, Rizzoli, 1947.

### Traductions françaises
- Mon Journal des temps de lutte et de victoire, Nantes, Éditions Ars Magna, 186 p., 2022  (ISBN 978-2383560388)